# پانوز رودستر

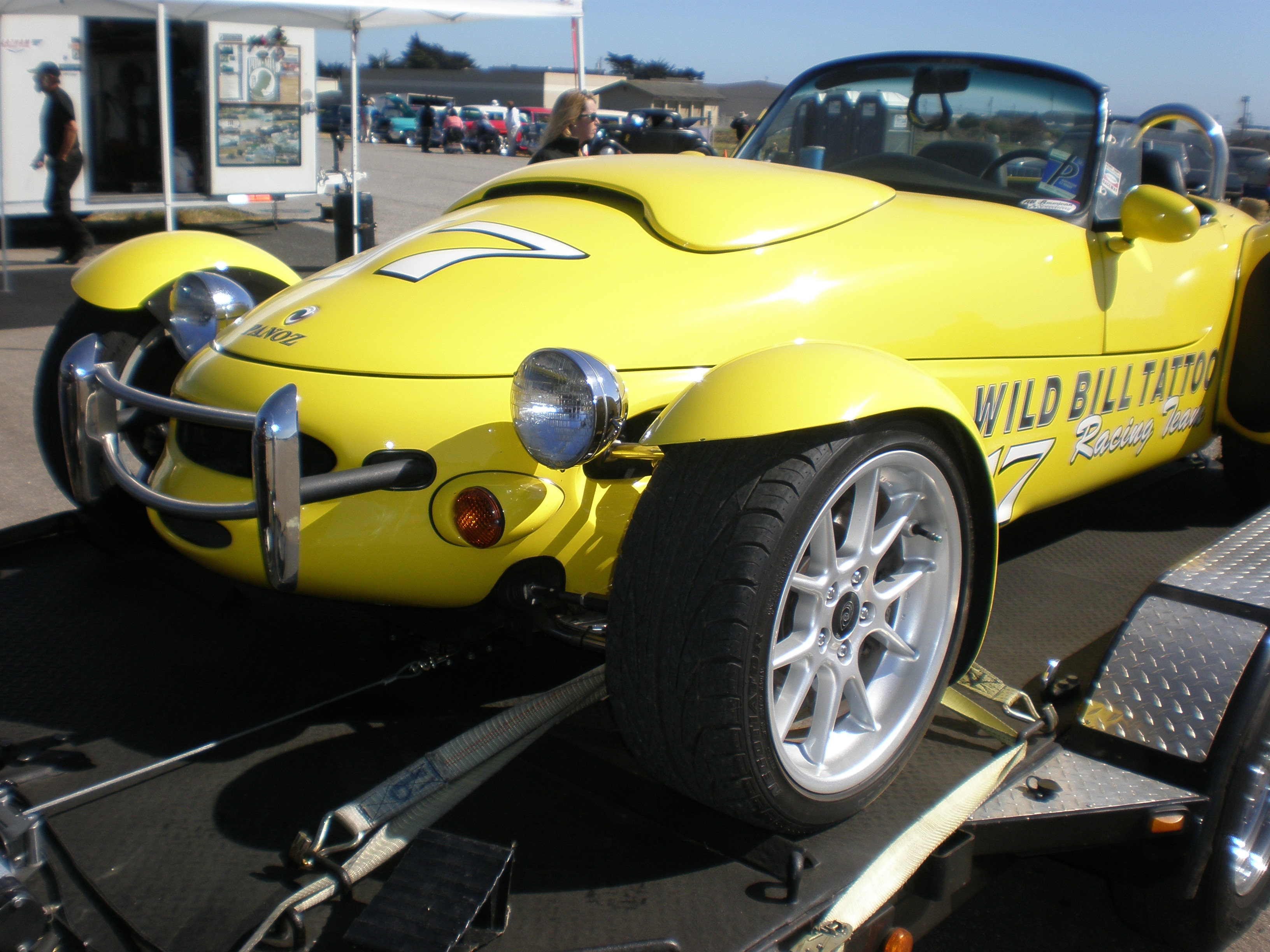

پانوز رودستر (Panoz Roadster) خودرویی است که در سال‌های ۱۹۹۲ تا ۱۹۹۵ (۴۴ Roadsters produced)،> ۱۹۹۶–۱۹۹۹ (۱۷۶ AIVs produced)در ایالات متحده آمریکا تولید شده‌است. وزن آن در حالت طبیعی ۲٬۵۷۰ پوند (۱٬۱۷۰ کیلوگرم) است. سیستم جعبه‌دندهٔ آن ۵ دنده به صورت دستی است.